# Philipp Lotmar

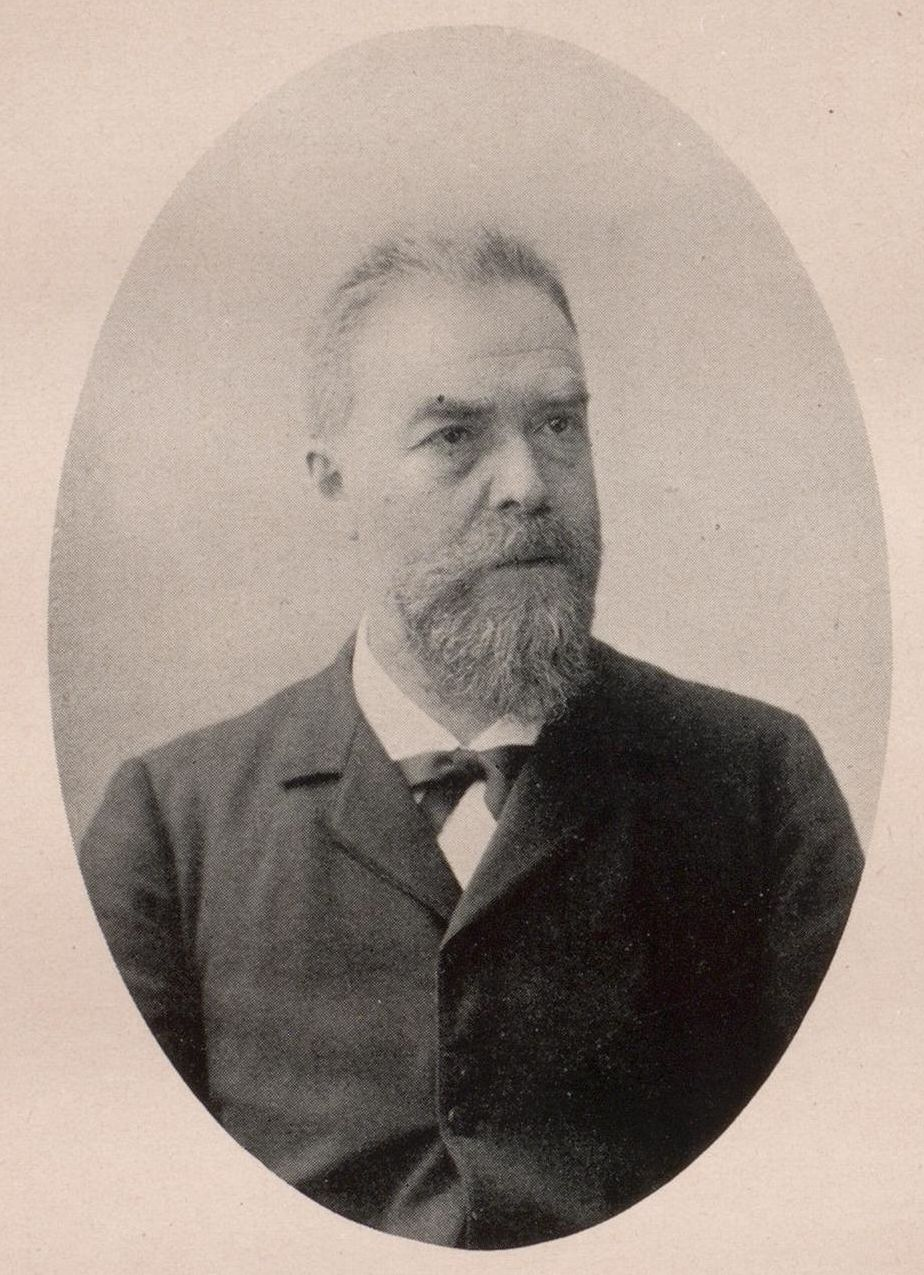
Philipp Lotmar

Philipp Lotmar (* 8. September 1850 in Frankfurt am Main; † 29. Mai 1922 in Bern) war ein deutscher Jurist, Römischrechtler und Begründer des modernen Arbeitsrechts. 

## Leben und Schaffen
Philipp Lotmar war von 1888 bis zu seinem Tod am 29. Mai 1922 Professor für Römisches Recht an der Rechtswissenschaftlichen Fakultät der Universität Bern. In diesen 34 Jahren an der Universität Bern war er viermal Dekan (Dekan war er bereits kurz nach seiner Berufung in den Jahren 1889/1890 und später in den Jahren 1899/1900, 1905/1906, 1912/1913) und einmal Rektor (mit 47 Jahren war er Rektor von 1897 bis 1898). Lotmar doktorierte 1875 „Über causa im römischen Recht“ an der Universität München bei einem der größten Pandektisten, Alois von Brinz (1820–1887). 1876 habilitierte er über die legis actio sacramenti in rem an der Universität München.
Seine erfolgreichste Leistung liegt aber nicht im Römischen Recht, sondern im Arbeitsrecht und ist die Monografie in zwei Bänden „Der Arbeitsvertrag nach dem Privatrecht des Deutschen Reiches“ von 1902 und 1908, die von Max Weber als „vollzügliche Leistung“ gelobt wurden. Wegen seines Wirkens im Arbeitsrecht wurde er am 21. März 1921 als Ehrendoktor an der juristischen Fakultät Köln gewürdigt und gilt als einer der Gründerväter des modernen arbeitsrechtlichen Faches in Europa.
Lotmar leistete auch zur Stadt Bern einen wichtigen Beitrag. Er fühlte sich den Bernern politisch sehr nah: „Ich will dir heute nicht mit Zeugnissen belegen (…), dass mir allenthalben das Lob meines Vorgängers (Julius Baron) entgegentönt, dessen Popularität ich meiner Natur nach nie erlangen kann, obwohl ich doch meiner politischen Gesinnung nach meinen neuen Landsleuten viel näher bin als er“. Lotmar nahm zum Beispiel als einziger Universitätsprofessor an der Spitze der Umzüge zum 1. Mai mit einem roten Band teil. Bedeutsam ist auch, dass er den Maler Paul Klee, einen Schulfreund seines Sohnes Fritz, durch die begeisterte Parteinahme für die russische Revolution von 1905 beeindruckte. Lotmar soll weiter der Urheber der Worte „Curia Confoederationis Helveticae“ sein, die sich in goldenen Lettern auf der Vorderseite des Bundeshauses befinden.
Lotmar verstarb, ehe er sein letztes Werk „Das römische Recht vom error“, welches er selbst für seine romanistische Hauptleistung hielt, vollenden und publizieren konnte. An dieser Monographie hatte er mehrere Jahre gearbeitet und 2000 Seiten handschriftlich verfasst. Das Werk ist 2019 posthum, von I. Fargnoli herausgegeben, erschienen.

## Veröffentlichungen
Unter seinen zahlreichen Veröffentlichungen sind sicherlich folgende Beiträge zu erwähnen:
- Über causa im römischen Recht. Beitrag zur Lehre von den Rechtsgeschäften. München 1875.
- Zur legis actio sacramento in rem. München 1876.
- Kritische Studien in Sachen der Contravindication. München 1878.
- Vom Rechte, das mit uns geboren ist. Die Gerechtigkeit. Zwei Vorträge (gehalten in Bern 1891), Bern 1893 (I, S. 7–46, II, S. 49–95).
- Der Dienstvertrag des zweiten Entwurfes eines Bürgerlichen Gesetzbuches für das Deutsche Reich. In: Arch. f. soz. Gesetzgebung u. Statistik. Band 8, 1895, S. 1–74.
- Der unmoralische Vertrag, insbesondere nach Gemeinem Recht. Leipzig 1896.
- Die Freiheit der Berufswahl. Rektoratsrede gehalten am 4. Dezember 1897. Leipzig 1898.
- Die Tarifverträge zwischen Arbeitgebern und Arbeitnehmern. In: Arch. f. soz. Gesetzgebung u. Statistik. Band 15, 1900, S. 1–122.
- Der Arbeitsvertrag nach dem Privatrecht des Deutschen Reiches. Band I, Leipzig 1902.
- Der Arbeitsvertrag nach dem Privatrecht des Deutschen Reiches. Band II, Leipzig 1908.
- Das römische Recht vom Error. Hrsg. I. Fargnoli. Vittorio Klostermann Verlag, Frankfurt am Main 2019, (posthum).